# Ibrāhīm Ibn Sinān
Ibrahim ibn Sinan ibn Thabit ibn Qurra  (* 908 in Bagdad; † 946 ebenda) war ein arabischer Mathematiker.

## Leben
Er war der Sohn des Mathematikers Sinan ibn Thabit und Enkel von Thabit ibn Qurra. Ibrahim ibn Sinan gilt, obwohl er nur 38 Jahre alt wurde, als einer der bedeutenden Mathematiker der Blütezeit islamischer Wissenschaft.
Er veröffentlichte unter anderem über die Konstruktion von Kegelschnitten in Anschluss an Apollonios von Perge und über die Quadratur der Parabel, wobei er eine allgemeinere Integrationsmethode als Archimedes benutzt (Über die Messung der Parabel). Er knüpft in dieser Beziehung an die Arbeit seines Großvaters an und erwähnt explizit, dass er damit zwischenzeitlich von al-Mahani erreichte Fortschritte übertreffen wollte. Er veröffentlichte auch eine Abhandlung über mathematische Methoden (Über die Methode von Analyse und Synthese), über Astronomie (Über die Bewegungen der Sonne) und über das Astrolabium mit Ausführungen über Kartenprojektion.

## Schriften
- A. S. Saidan (Herausgeber) The works of Ibrahim ibn Sinan, Kuwait 1983 (arabisch mit englischer Zusammenfassung)